# Hermann Buhl
Hermann Buhl (Innsbruck, 21 de septiembre de 1924 - Chogolisa, 27 de junio de 1957) fue un alpinista austriaco, considerado como uno de los mejores alpinistas de toda la historia, pionero en el uso del estilo alpino en el Himalaya. Entre sus múltiples logros se destacan la primera ascension a dos ochomiles: en 1957 al Broad Peak junto con Markus Smuck y Kurt Diemberger; y la única primera ascensión en solitario a un ochomil, en 1953 sin oxígeno suplementario al Nanga Parbat. Esta ascension contó con una extenuante jornada de 41 horas que incluyó un vivac de emergencia en una grieta por encima de los 8.000 metros. También cabe destacar que Buhl dejó su Piolet en la cumbre de la montaña para probar su logro, por lo que tuvo que descender con un par de bastones, situación que se volvió más difícil al perder un crampon. 
Buhl encontró la muerte algunas semanas después de su victoria en el Broad Peak, cuando intentaba, de nuevo junto a Kurt Diemberger, la primera ascensión al Chogolisa. Los dos hombres no habían podido llegar a la cumbre y comenzaron el descenso en una tormenta de nieve por la cara norte de la montaña cuando Buhl cayó al vacío, al ceder una cornisa bajo sus pies. Su cuerpo no ha sido encontrado.